# ノースアジア大学の人物一覧
ノースアジア大学の人物一覧（のーすあじあだいがくのじんぶついちらん）は、ノースアジア大学（秋田経済法科大学・秋田経済大学）に関係する人物の一覧記事。

## 著名な教職員

### 経済学部
- 井上隆明（教授、元学長、名誉教授）

### 総合研究センター
- 福岡政行（客員教授、政治学者）
- 内舘牧子（客員教授、脚本家、作家）

### その他客員教授等
- 橋本五郎（客員教授、新聞記者、読売新聞特別編集委員）
- 金森栄治（野球部コーチ、元プロ野球選手）
- 早野宏史 (サッカー部総監督、NHK解説者)

## OB・OG

### 政界
- 冨樫博之（衆議院議員、元復興副大臣、元秋田県議会議長、自由民主党、秋田経済大卒）
- 菅原博文（元秋田県議会議員、元ローカルタレント、自由民主党、秋田経済大卒）
- 髙橋大（秋田県横手市長、秋田経法大卒）

### スポーツ
- 大場清悦（バスケットボール選手、元ゼクセルブルーウィンズ、秋田ノーザンハピネッツGM、秋田経法大卒）
- 小林祐太（バスケットボール選手、元秋田ノーザンハピネッツ）
- 小山桂司（プロ野球選手、元東北楽天ゴールデンイーグルス捕手、秋田経法大中退）
- 塩屋透（バスケットボール選手、元いすゞ自動車、秋田経法大卒）
- 山本吉昭（バスケットボール選手、元横浜ギガスピリッツ・岩手ビッグブルズ、秋田経法大卒）